# Julien Loizillon
Pour les articles homonymes, voir Loizillon.
Julien Loizillon, né à Paris le 15 janvier 1829 et mort à Dammarie-les-Lys le 3 mai 1899, est un général et homme politique français.
Ministre de la Guerre du 11 janvier 1893 au 3 avril 1893 dans le Gouvernement Alexandre Ribot (2) et du 4 avril 1893 au 3 décembre 1893 dans le Gouvernement Charles Dupuy (1), au titre de Ministre de la guerre il est coprésident avec l'amiral Henri Rieunier Ministre de la Marine, du Cercle national des Armées qui se trouvait, à cette époque, avenue de l'Opéra, à Paris.  
Entré à Saint-Cyr en 1847, il en est sorti sous-lieutenant au 9e cuirassiers en octobre 1849. C'est avec ce régiment qu'il participe à la guerre de Crimée, en tant que lieutenant, puis capitaine (1856). 
Promu major du 7e dragons en 1866, il demande en 1870, lorsque éclate la guerre contre la Prusse, d'être enlevé du dépôt de son régiment et se voit confier le commandement en second du 5e régiment de marche de cavalerie mixte. Devenu colonel, il organise le 15e chasseurs à cheval. 
Il est ensuite appelé au ministère de la Guerre comme général de brigade et nommé directeur de la cavalerie. 
Il dirige le 1er corps d'armée à Lille lorsqu'il est nommé ministre.

## Sources et références
1. ↑  « https://francearchives.fr/fr/file/ad46ac22be9df6a4d1dae40326de46d8a5cbd19d/FRSHD_PUB_00000355.pdf »
2. ↑  L'Illustration no 2604, 21 janvier 1893